# Procycloneura similis
Procycloneura similis är en tvåvingeart som beskrevs av Freeman 1951. Procycloneura similis ingår i släktet Procycloneura och familjen svampmyggor. Inga underarter finns listade i Catalogue of Life.